# Blankeneser Kirche

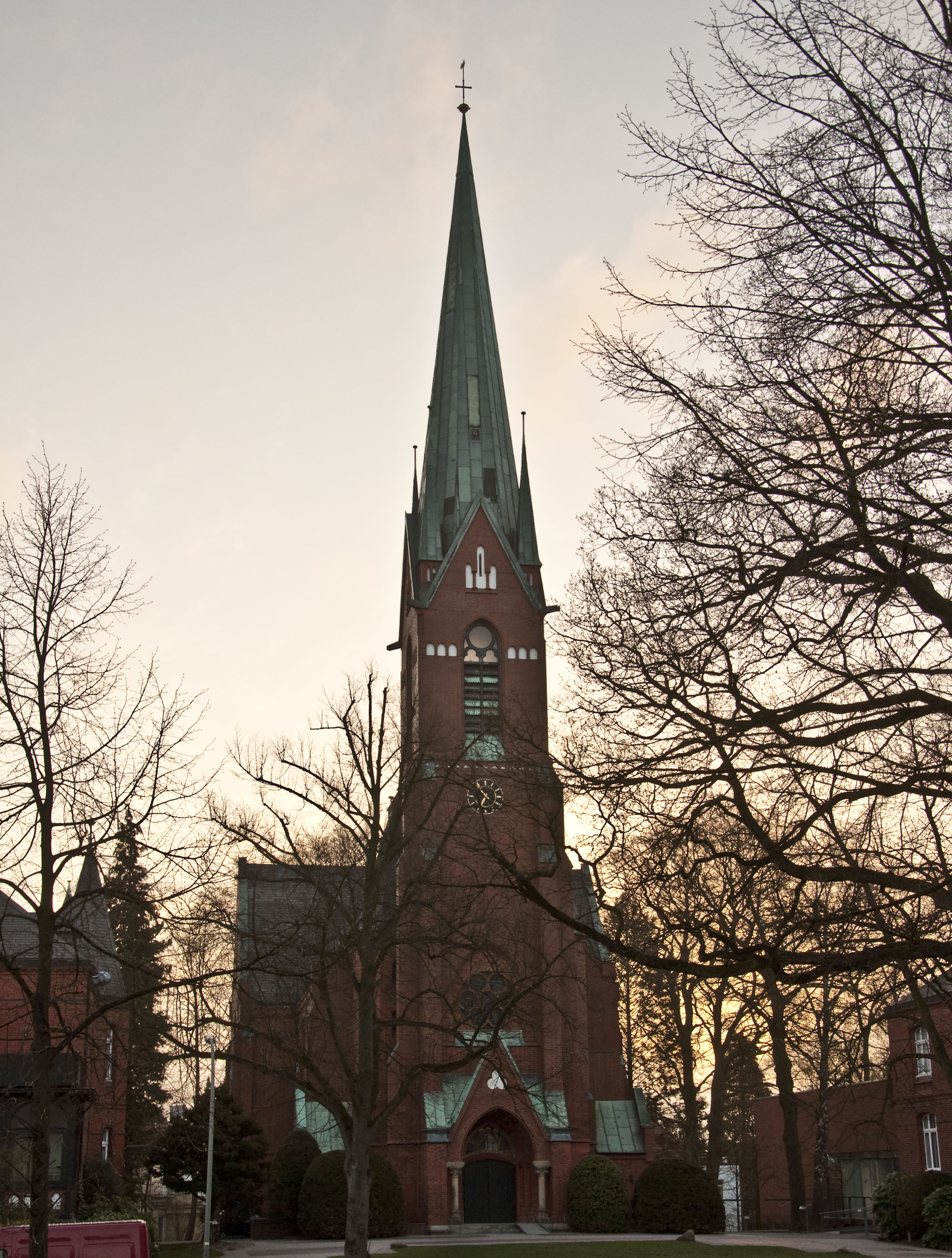
Ansicht von der Turmseite

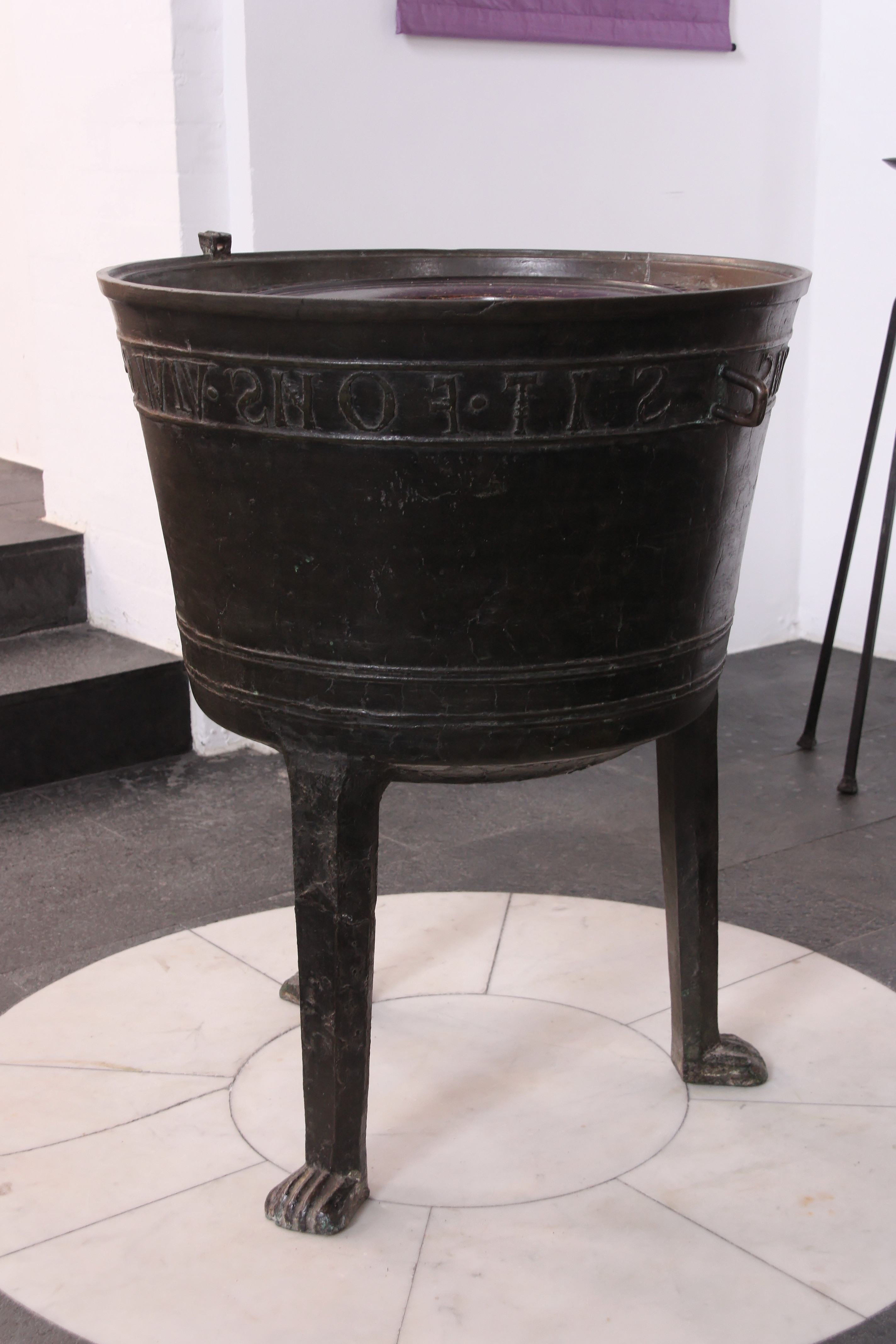
Taufkessel aus dem 13. Jahrhundert

Die evangelisch-lutherische Blankeneser Kirche in Hamburg-Blankenese liegt am Blankeneser Marktplatz (offizielle Adresse Mühlenberger Weg) und wird lokal häufig auch nur als Marktkirche bezeichnet. Die Kirche mit ihren 78 Meter hohen Turm gehört zum Villenviertel um den Blankeneser Bahnhof, das ab den 1890er-Jahren erschlossen wurde.

## Bau der Kirche
Die Kirche ist die erste Kirche, die unmittelbar im Stadtteil Blankenese selbst errichtet wurde. Vor ihrem Bau wurde Blankenese von Nienstedten aus betreut, ursprünglich gehörte es auch zu dem entsprechenden Kirchspiel. Der Architekt Ernst Ehrhardt errichtete die Kirche von 1895 bis 1896 als Wandpfeilerkirche mit kreuzförmigem Grundriss und einzelnem Turm. Auf der Vierung steht zusätzlich ein kleiner Dachreiter. Die Backsteinfassaden sind zurückhaltend im Sinne der „Hannoverschen Schule“ gestaltet, weisen aber trotzdem sehr viele typische neugotische Details und Bezüge zur Backsteingotik auf.
Dank ihrer großen Entfernung zum Stadtzentrum gehört die Blankeneser Kirche zu den wenigen neugotischen Kirchen der Wende zum 20. Jahrhundert, die während der Luftangriffe auf Hamburg im Zweiten Weltkrieg nicht beschädigt wurden.
Die Kirche erhielt im Jahr 2010 eine vollständige Renovierung und Instandsetzung des Innenraums, bei der die wenig einfühlsame Modernisierung der 1950er-Jahre rückgängig gemacht werden konnte.

## Innenausstattung
Das bedeutendste Ausstattungsstück ist der bronzene Taufkessel aus dem 13. Jahrhundert. Dieses Stück stammt aus der Nienstedtener Kirche und wurde der Blankeneser Kirche übergeben, da diese als Tochterkirche der Kirche in Nienstedten gegründet worden war. Die Inschrift SIT FONS VIVUS AQUA REGENERANS UNDA PURIFICANS (Es sei lebendiger Quell, Wasser der Wiedergeburt, reinigende Welle)  ist spiegelverkehrt. Mit diesen Worten wurde in der Osternacht das Taufwasser gesegnet, das früher ein ganzes Jahr lang im Taufkessel verblieb.
Die Fenster hat Siegfried Assmann gestaltet und bei der Auswahl der Motive auf eine Verbindung zu Blankenese geachtet. Dies zeigt sich besonders auf der Südseite, wo christliche Motive mit Bezügen zu Wasser und Fischerei dominierend sind.
Im Mai 2025 wurde im Altarraum eine vom japanischen Architekten Kengo Kuma entwickelte Holzinstallation „The Cloud“ in der Kirche vorübergehend aufgebaut. Die große, filigrane und wandelbare Skulptur besteht aus 360 Holzelementen, die durch Verbindungen mit einem 45-Grad-Winkel ineinander gesteckt werden. Sie ist inspiriert von der polnischen und japanischen Tradition der Holzarchitektur.

## Orgel

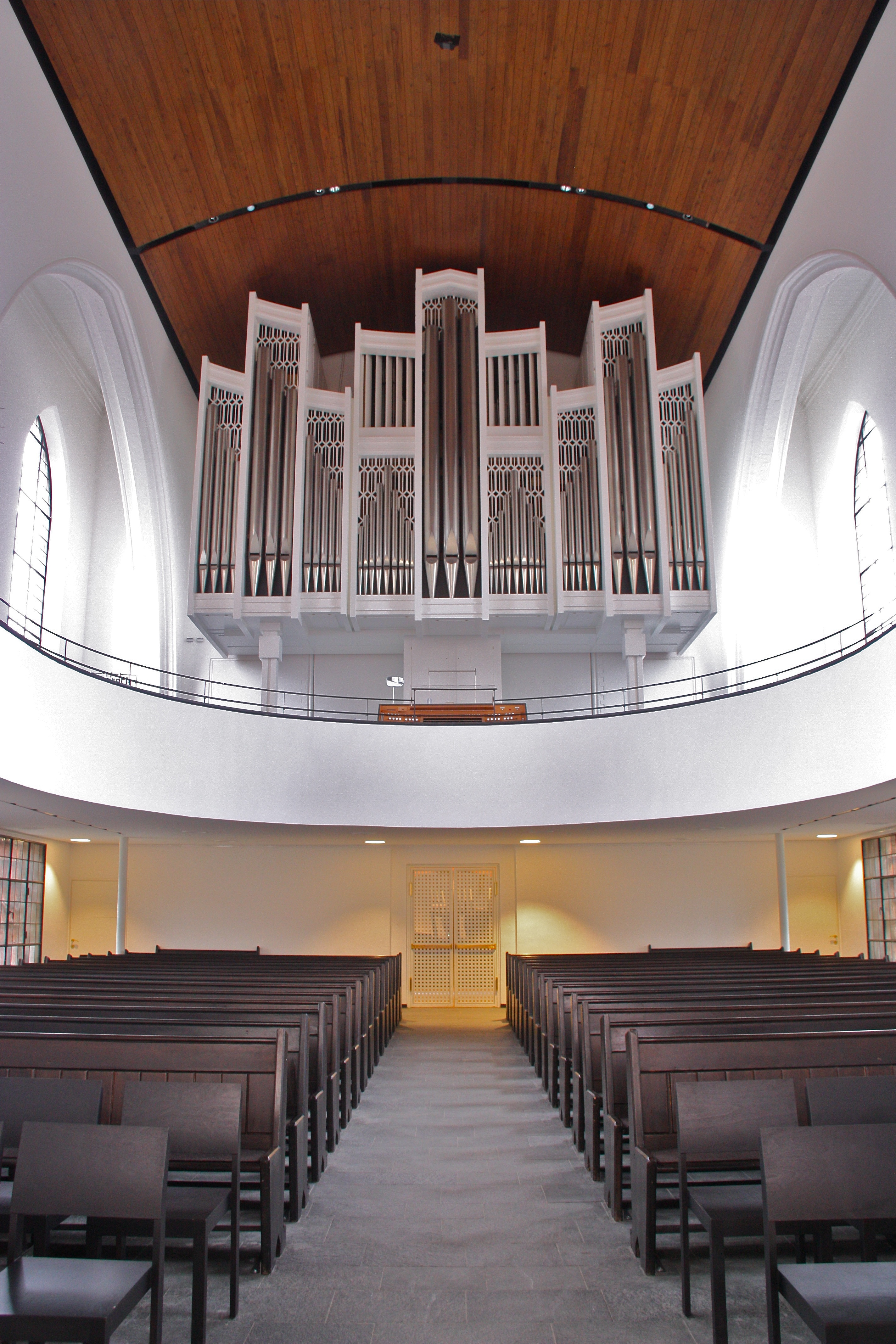
Orgel mit Empore

Seit 1991 steht in der Kirche eine vollkommen neu konzipierte Beckerath-Orgel mit mechanischer Spieltraktur und elektrischer Registertraktur. Diese Orgel hat durch MIDI-Anschlüsse eine Anbindung an elektronische Klangerzeuger erhalten, so dass unübliche Klangkombinationen möglich sind. Ihre Disposition lautet:
| I Positiv C–a3 |                 |       |
| 1.             | Gedackt         | 8′    |
| 2.             | Dolce           | 8′    |
| 3.             | Prinzipal       | 4′    |
| 4.             | Koppelflöte     | 4′    |
| 5.             | Offenflöte      | 2′    |
| 6.             | Quinte          | 1 ⁄3′ |
| 7.             | Sifflöte        | 1′    |
| 8.             | Sesquialtera II |       |
| 9.             | Scharff III     | 2⁄3′  |
| 10.            | Cromorne        | 8′    |
|                | Tremulant       |       |

| II Hauptwerk C–a3 |                  |       |
| 11.               | Lieblich Gedackt | 16′   |
| 12.               | Prinzipal        | 8′    |
| 13.               | Spielflöte       | 8′    |
| 14.               | Oktav            | 4′    |
| 15.               | Spitzflöte       | 4′    |
| 16.               | Oktave           | 2′    |
| 17.               | Mixtur V         | 1 ⁄3′ |
| 18.               | Cornet V         |       |
| 19.               | Fagott           | 16′   |
| 20.               | Trompete         | 8′    |
|                   | Tremulant        |       |

| III Schwellwerk C–a3 |                  |        |
| 21.                  | Violprinzipal    | 8′     |
| 22.                  | Rohrflöte        | 8′     |
| 23.                  | Gambe            | 8′     |
| 24.                  | Schwebung II     | 8′     |
| 25.                  | Prinzipal        | 4′     |
| 26.                  | Traversflöte     | 4′     |
| 27.                  | Nasat            | 2 ⁄3′  |
| 28.                  | Schweitzerpfeife | 2′     |
| 29.                  | Terz             | 1 3⁄5′ |
| 30.                  | Septime          | 1 ⁄7′  |
| 31.                  | Mixtur V         | 2′     |
| 32.                  | Basson           | 16′    |
| 33.                  | Oboe             | 8′     |
| 34.                  | Vox humana       | 8′     |
|                      | Tremulant        |        |

| Pedal C–g1 |                  |       |
| 35.        | Prinzipal        | 16′   |
| 36.        | Subbass          | 16′   |
| 37.        | Oktave           | 8′    |
| 38.        | Gemshorn         | 8′    |
| 39.        | Choralbass       | 4′    |
| 40.        | Nachthorn        | 2′    |
| 41.        | Rauschpfeife III | 2 ⁄3′ |
| 42.        | Posaune          | 16′   |
| 43.        | Trompete         | 8′    |
| 44.        | Dulzian          | 8′    |
| 45.        | Schalmei         | 4′    |
| 46.        | Angélique        | 4′    |

- Koppeln: III/I, III/II, I/II, III/I 16′, III/II 16′, III/P, II/P, I/P, III/P 4′,
- Spielhilfen: 64fache Setzeranlage, 8 Kombinationen, Auslöser, Sequenzer, Tastenfessel für III, Windabschwächung, Walze

## Fotografien und Karte
Koordinaten: 53° 33′ 42″ N, 9° 48′ 46,5″ O

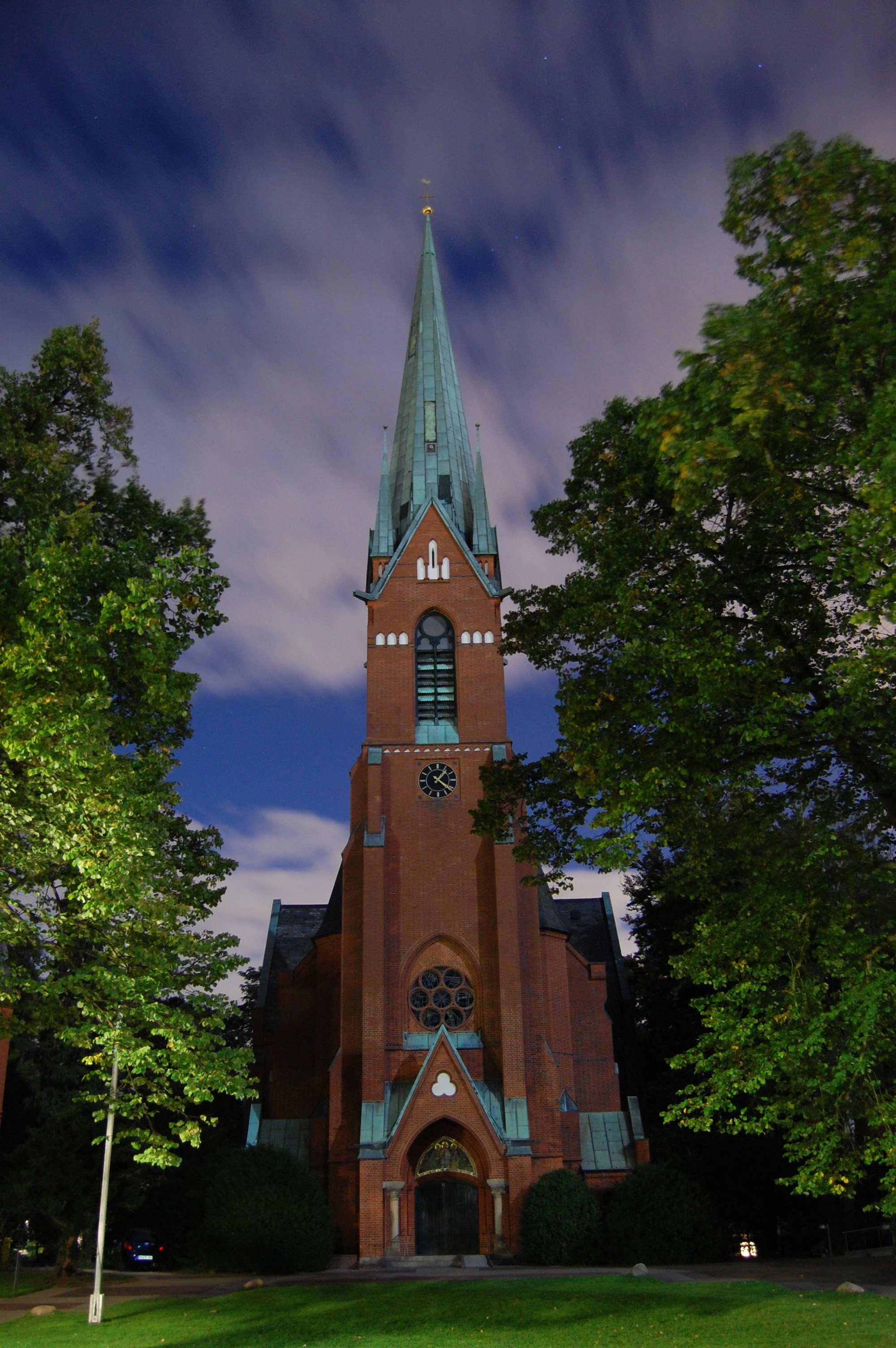
Ansicht im Sommer
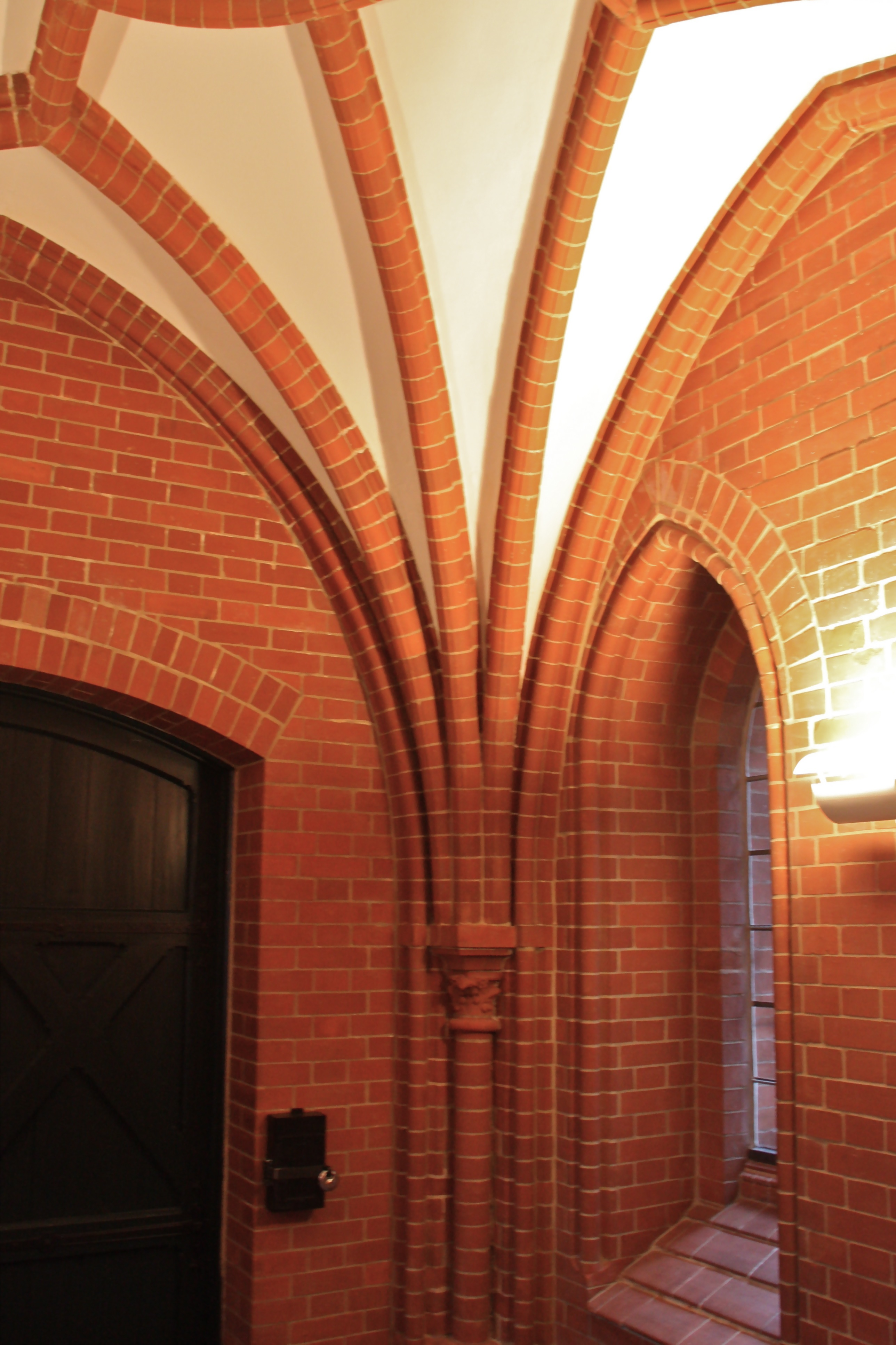
Gewölbe im Eingangsbereich
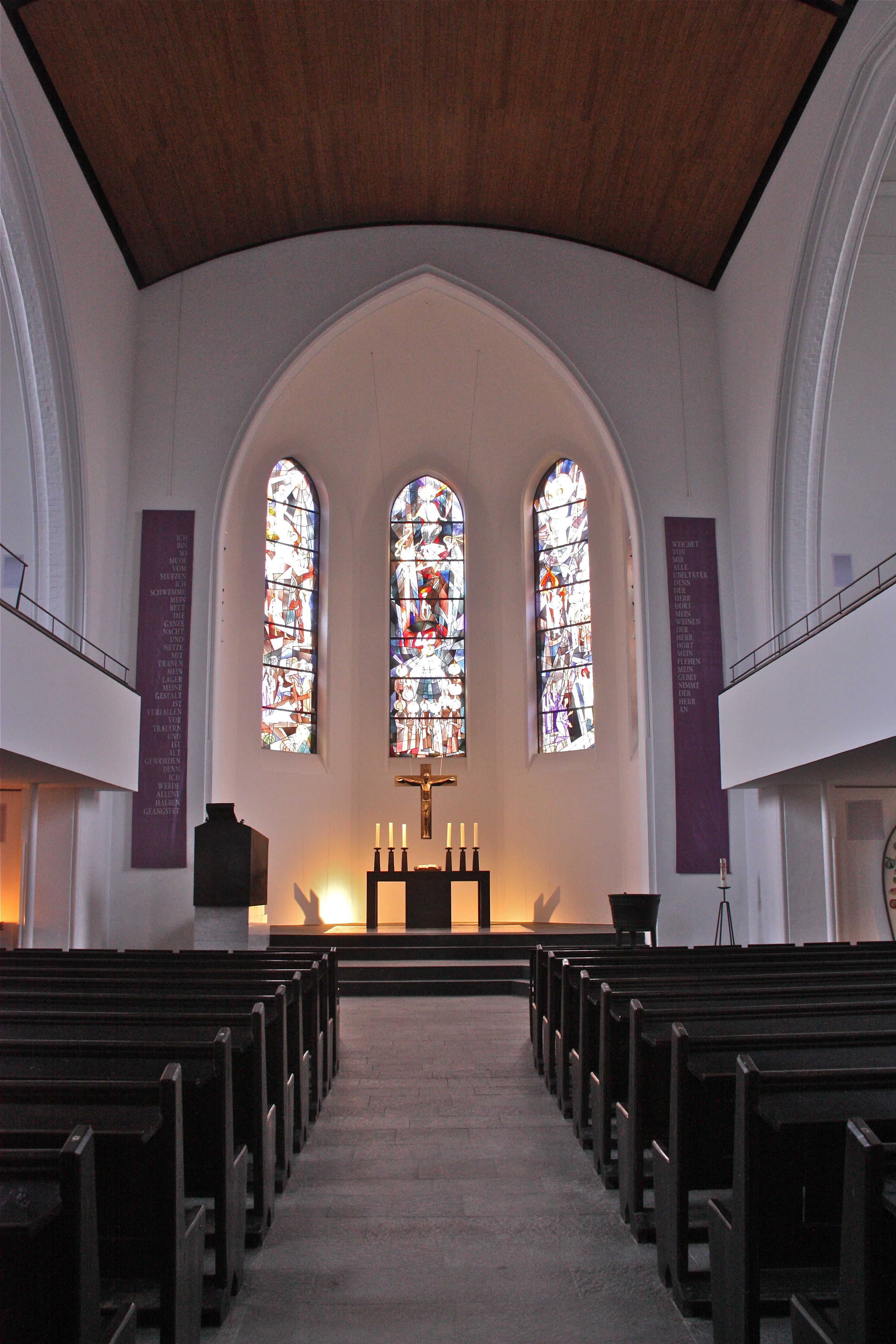
Innenraum mit Altarnische
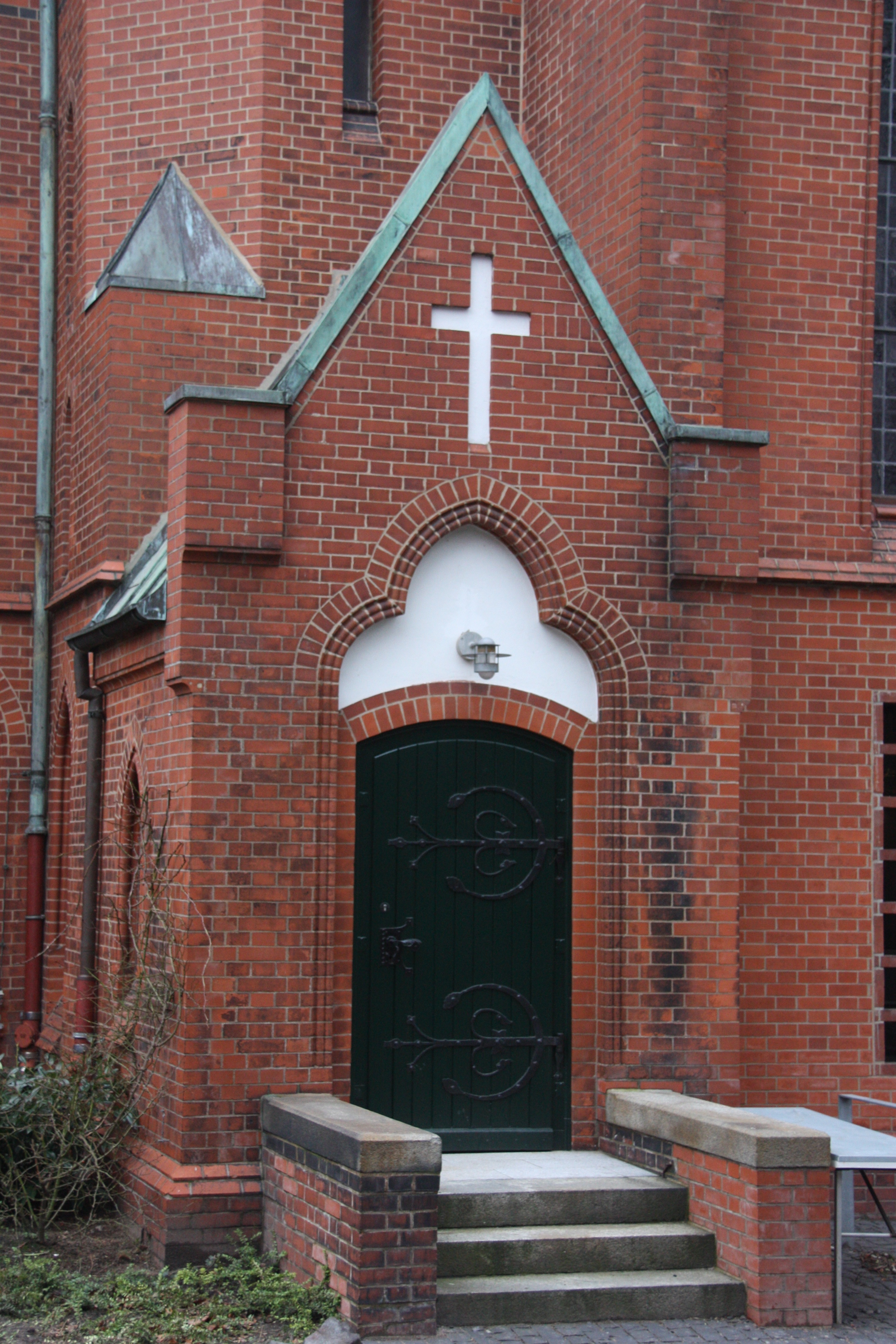
Nebeneingang